# ياإيل نعيم
ياإيل نعيم (بالفرنسية: Yael Naim)‏ هي مغنية مؤلفة وممثلة فرنسية وإسرائيلية، ولدت في 6 فبراير 1978 في باريس في فرنسا.

## وصلات خارجية
- الموقع الرسمي
- ياإيل نعيم على موقع IMDb (الإنجليزية)
- ياإيل نعيم على موقع ميوزك برينز (الإنجليزية)
- ياإيل نعيم على موقع أول ميوزيك (الإنجليزية)
- ياإيل نعيم على موقع ديسكوغز (الإنجليزية)